# Thurlbear
Thurlbear är en by i civil parish Orchard Portman, i enhetskommunen Somerset, i grevskapet Somerset, i England. Byn är belägen 5 km från Taunton. Thurlbear var en civil parish fram till 1933 när blev den en del av Orchard Portman. Civil parish hade 128 invånare år 1931. Byn nämndes i Domedagsboken (Domesday Book) år 1086, och kallades då Torlaberie/Torlaberia.